# Astronomia de neutrinos

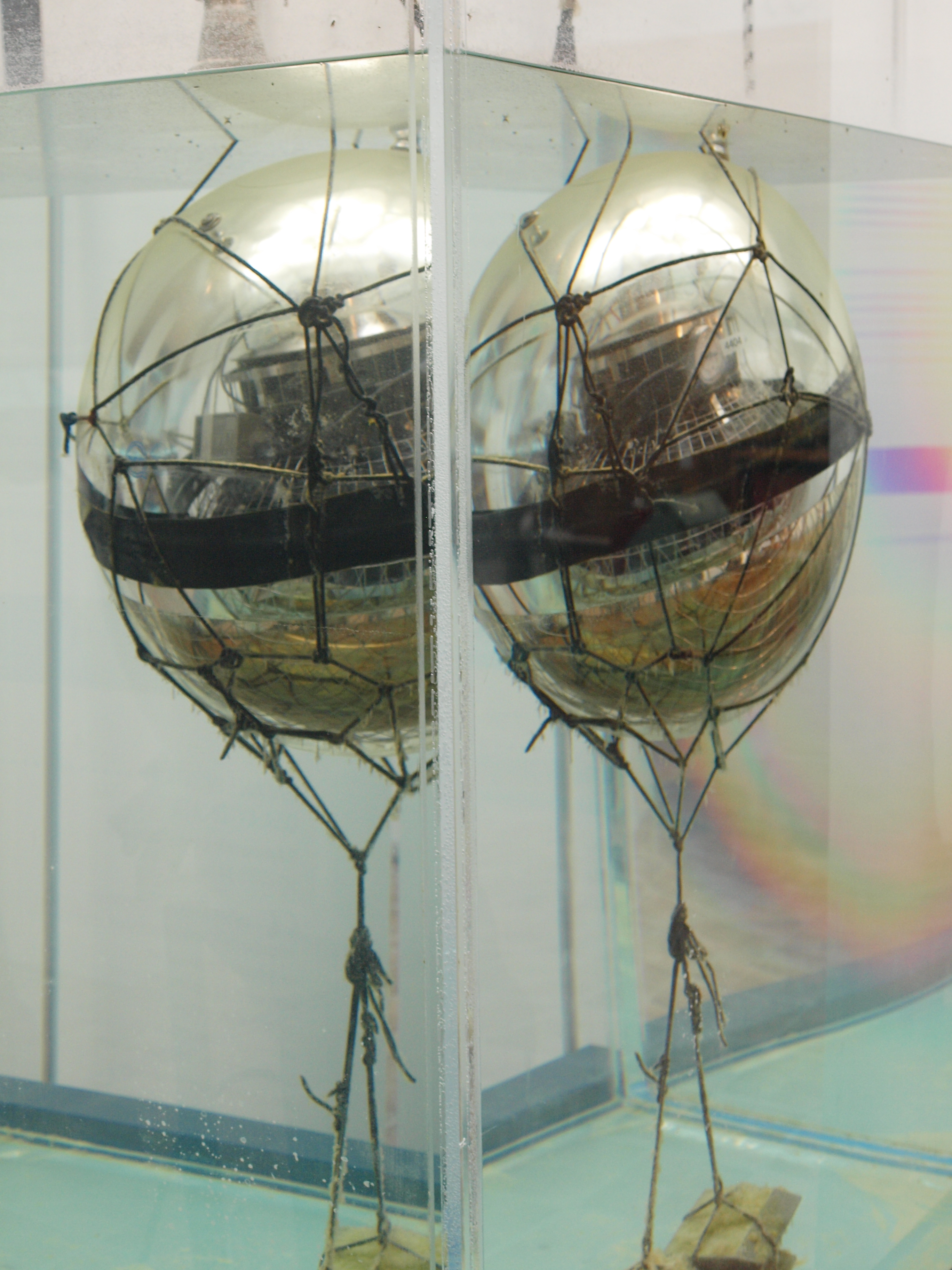
Telescópio de neutrinos

Astronomia de neutrinos é o ramo da astronomia que observa objetos astronômicos, com detectores de neutrinos em especial observatórios. Os neutrinos são criados como resultado de certos tipos de decaimento radioativo, ou reações nucleares , tais como aqueles que ocorrem no Sol, em reatores nucleares, ou quando os raios cósmicos batem no átomos. Devido à sua fraca interação com a matéria, os neutrinos oferecem uma oportunidade única para observar processos que são inacessíveis aos telescópios ópticos.

## História
Os neutrinos foram registrados pela primeira vez em 1956 por Clyde Cowan e Frederick Reines em um experimento empregando próximos de um reator nuclear como uma fonte de neutrinos. A descoberta foi reconhecida com o Prêmio Nobel de física em 1995.
Em 1968, Raymond Davis, Jr. e John N. Bahcall detectaram com sucesso o primeiro neutrinos solares no experimento Homestake. A Davis, juntamente com o físico Japonês Masatoshi Koshiba foram conjuntamente concedido metade do Prêmio Nobel de Física de 2002, "por contribuições pioneiras para a astrofísica, em particular para a detecção de neutrinos cósmicos (a outra metade foi para Riccardo Giacconi contribuições pioneiras correspondentes que levaram à descoberta de fontes de raios X cósmicos)."
Este foi seguido pelo primeira detecção de neutrinos atmosféricos em 1965 por dois grupos quase que simultaneamente. Um foi liderado por Frederick Reines que operou um cintilador líquido - Case-Witwatersrand-Irvine ou CWI detector - em East Rand numa mina de ouro na África do Sul a 8,8 km de profundidade. O outro foi a colaboração Bombaim-Osaka-Durham  que operava na índia, em Kolar Gold Field um mina de ouro em uma equivalente de profundidade de água de 7,5 km. Embora o grupo KGF tenha detectado neutrinos candidatos dois meses mais tarde do que o detector CWI, a ele foi dado prioridade formal devido à publicação de suas descobertas duas semanas mais cedo.
Em julho de 2018, o IceCube Neutrino Observatory anunciou que eles traçaram uma extremamente alta energia de neutrino, que atingiu a sua  estação de pesquisa baseada na Antártida em setembro de 2017, de volta ao seu ponto de origem no blazar TXS 0506+056 localizado 3,7 bilhões de anos-luz de distância na direção da constelação de Orion. Esta é a primeira vez que um detector de neutrinos tem sido usado para localizar um objeto no espaço e que uma fonte de raios cósmicos foi identificada.

## Aplicações
Quando astros, como o Sol, são estudados usando a luz, apenas a superfície do objeto pode ser diretamente observado. Qualquer luz produzida no núcleo de uma estrela vai interagir com partículas de gás nas camadas exteriores da estrela, levando centenas de milhares de anos para chegar a superfície, tornando-se impossível observar o núcleo diretamente. Desde os neutrinos também são criados nos núcleos das estrelas (como resultado da estelar de fusão), o núcleo pode ser observado através de astronomia de neutrinos. Outras fontes de neutrinos - tais como os neutrinos lançado pela supernovas - tem sido detectadas.
Atualmente, existem metas para detectar neutrinos provenientes de outras fontes, tais como núcleos de galáxias ativas, bem como explosões de raios gama e galáxias starburst. Astronomia de neutrinos pode também, indiretamente, detectar a matéria escura.